# Pascuales (Segovia)
Pascuales es una localidad del municipio de Santa María la Real de Nieva en la provincia de Segovia en el territorio de la Campiña Segoviana, en la Comunidad Autónoma de Castilla y León, España. 
Fue un municipio independiente hasta finales del siglo XIX, pasando después a ser parte de Ochando, integrándose este el 25 de marzo de 1965 en Santa María la Real de Nieva. 

## Geografía

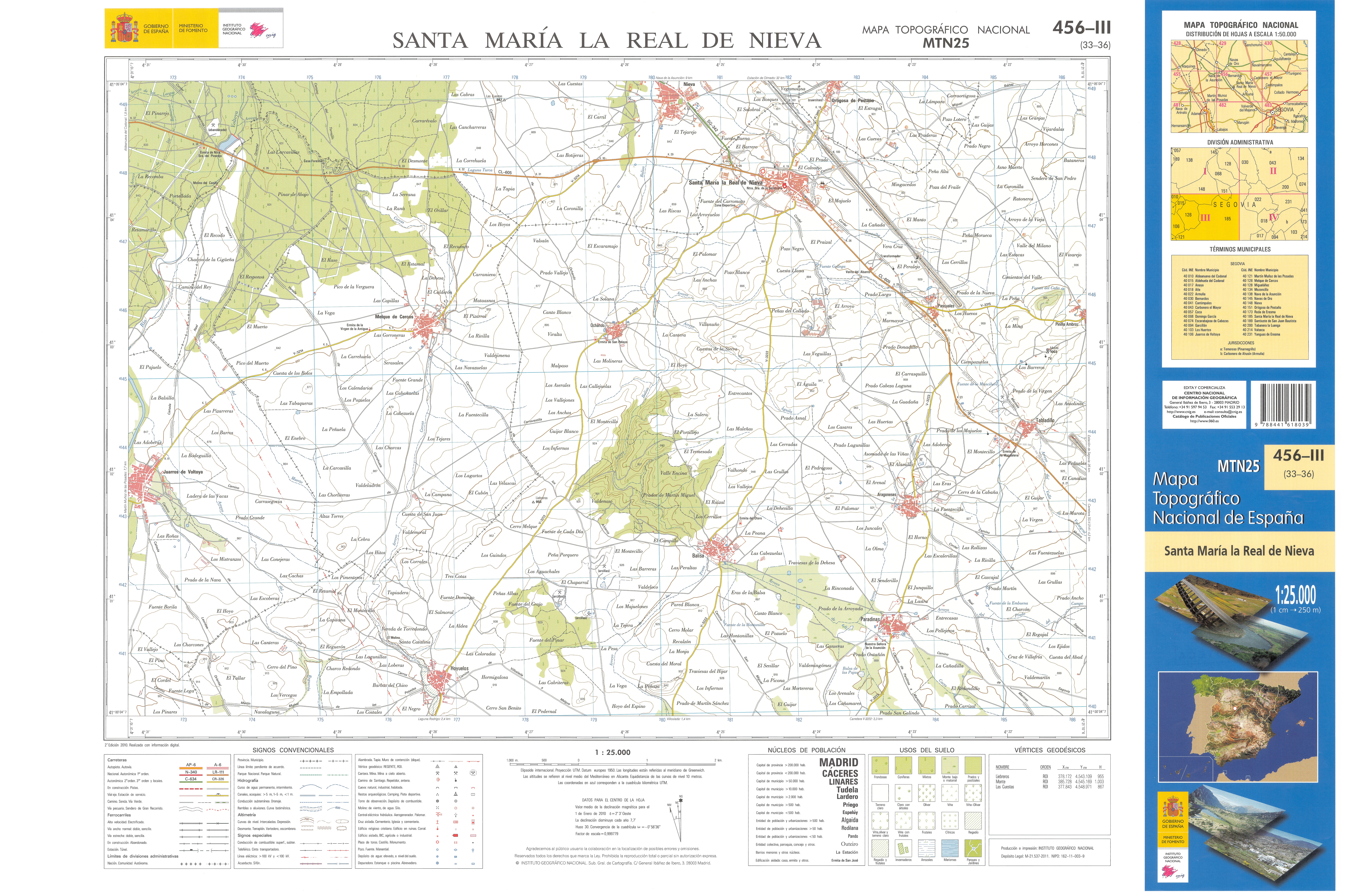
Fragmento 0456c3 de la hoja 457 del Mapa Topográfico Nacional de España de 2010 en el que se representa a Pascuales

El núcleo se sitúa a una distancia de 24 km de Segovia, 2 de Santa María la Real de Nieva y 4 de Ochando. La localidad está enclavada entre la SG-V-3315, nexo con Pinilla Ambroz y la CL-605 que une Segovia con Arévalo pasando antes por  Santa María la Real de Nieva.
A la derecha de su término local, ya en Pinilla Ambroz, se sitúa la pequeña elevación geográfica de la Peña Pinilla, a 991 metros sobre el nivel del mar. A la vera de zona urbanizada se ubican las vías de Línea de alta velocidad Madrid-Segovia-Valladolid, quedando a la mitad de su trazado por su término la entrada norte al Túnel de Tabladillo.
| Noroeste: Santa María la Real de Nieva y Ortigosa de Pestaño | Norte: Ortigosa de Pestaño, Pinilla Ambroz y Miguel Ibáñez | Noreste: Pinilla Ambroz |
| Oeste: Ochando                                               |                                                            | Este: Pinilla Ambroz    |
| Suroeste: Ochando y Aragoneses                               | Sur: Aragoneses                                            | Sureste: Tabladillo     |

## Historia
Fue fundado o repoblado durante la Reconquista a expensas de la Comunidad de Ciudad y Tierra de Segovia, quedando encuadrado desde entonces dentro de su Sexmo de Santa Eulalia, al que pertenece desde entonces.
Según el Censo de la Sal de 1631, contaba con 12 vecinos, es decir, unidades familiares.
Después del censo de 1857 se le une Ochando como su anejo y a partir de 1860 se traslada la capital municipal a este núcleo, quedando hasta ahora Pascuales como el anejo de Ochando.
El 25 de marzo de 1965 el municipio de Ochando al que pertenecía se integraría en Santa María la Real de Nieva.

## Geografía humana

### Demografía
| Gráfica de evolución demográfica de Pascuales entre 1842 y 1860 |
| |
| Población de derecho según los censos de población del INE Población de hecho según los censos de población del INEEntre el censo de 1857 y el anterior, crece el término del municipio porque incorpora Ochando Entre el censo de 1877 y el anterior, este municipio desaparece porque la capital municipal cambia a Ochando |

| 16            | 23 | 28 | 23 | 29 | 30 | 28 | 23 | 17 | 20 | 24 | 21 |
| (Fuente: INE) |    |    |    |    |    |    |    |    |    |    |    |

## Cultura

### Patrimonio
- Arquitectura popular, en la que destaca el hecho de que ninguna de sus puertas están enfrentadas.
- Iglesia de San Nicolás de Bari, construida en la Edad Media con  influencias románicas y mudéjares, posteriormente ha sido reformado en varias ocasiones.
- Antiguas escuelas, un edificio de estilo popular construido con pizarra que es en la actualidad en centro municipal multiusos.
- Pilón con fuente.
- Charca de Pascuales, alberga distintas especies de aves acuáticas.[8][9]

### Fiestas
- San Gregorio, el 9 de mayo.
- Santa Águeda, el 5 de febrero.
- San Nicolás, el 6 de diciembre.[8]